# Conselho Popular da Síria
O Conselho Popular da Síria (مجلس الشعب) é a sede do poder legislativo da Síria, o parlamento é no formato unicameral e conta atualmente com 250 membros eleitos para mandatos de 4 anos por representação proporcional em 15 distritos eleitorais. Em 2012, pela primeira vez, o parlamento adotou o sistema multipartidário.

## Composição
| Partido                      | Partido                             | Partido            | Ideologia        | Espectro  | Mandatos  |
| ---------------------------- | ----------------------------------- | ------------------ | ---------------- | --------- | --------- |
|                              |                                     | Partido Baath      | Baathismo        | Esquerda  | 172 / 250 |
|                              | Partido Social Nacionalista         | Nacionalismo sírio | Terceira posição | 7 / 250   |           |
|                              | Partido Comunista Sírio (Bakdash)   | Comunismo          | Esquerda         | 3 / 250   |           |
|                              | União Socialista Árabe              | Nasserismo         | Esquerda         | 2 / 250   |           |
|                              | Socialistas Unionistas              | Nasserismo         | Esquerda         | 2 / 250   |           |
|                              | Partido Comunista Sírio (Unificado) | Comunismo          | Extrema-esquerda | 1 / 250   |           |
|                              | Movimento do Pacto Nacional         | Nacionalismo árabe | Centro-esquerda  | 1 / 250   |           |
| Frente Progressista Nacional | Frente Progressista Nacional        | Baathismo          | Esquerda         | 200 / 250 |           |
|                              | Independentes                       | Independentes      | -                | -         | 50 / 250  |